# Maurice Delvart

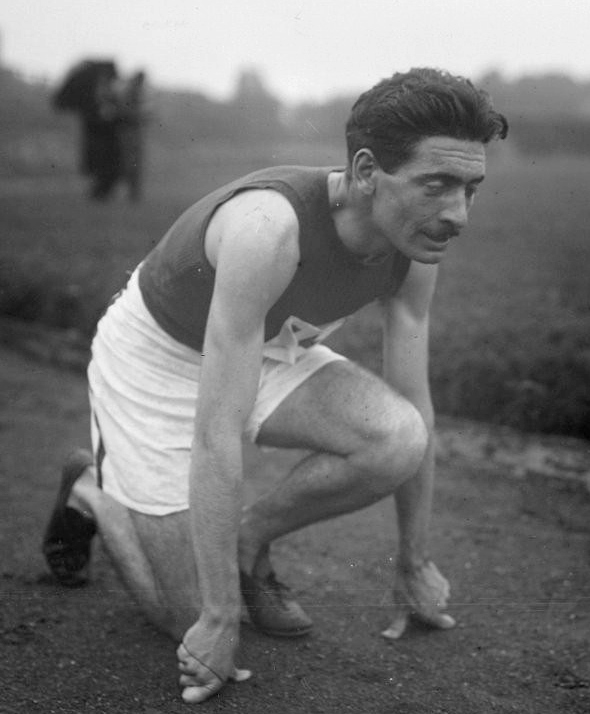
Maurice Delvart, 1919

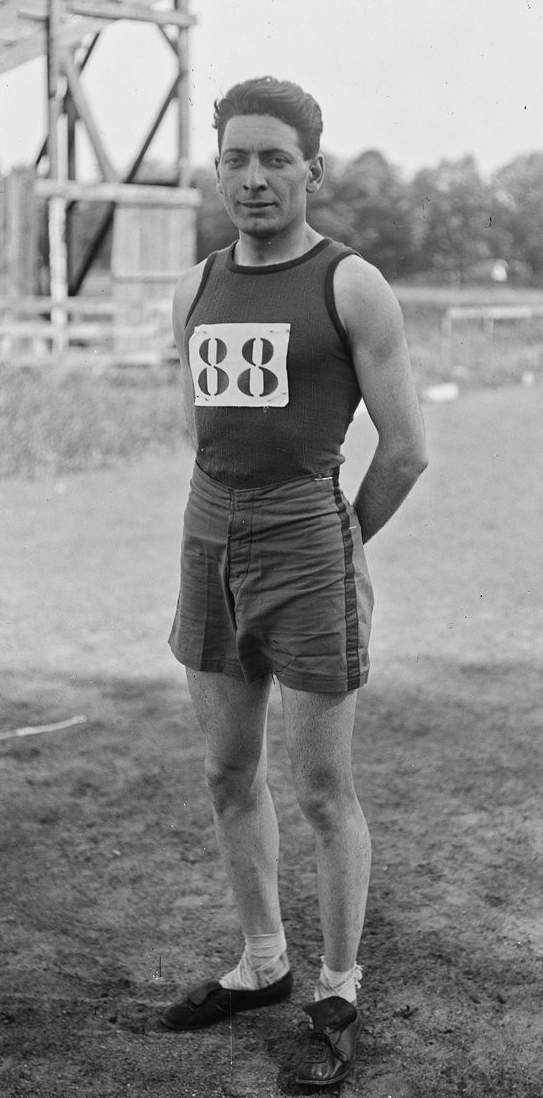
Maurice Delvart, 1922

Maurice Paul Léon Delvart (* 21. September 1899 in Bourecq, Département Pas-de-Calais; † 24. September 1986 in Paris) war ein französischer Sprinter, der sich auf den 400-Meter-Lauf spezialisiert hatte.
Bei den Olympischen Spielen 1920 in Antwerpen gewann er mit der französischen Mannschaft Bronze in der 4-mal-400-Meter-Staffel und schied im Vorlauf des Einzelwettbewerbs aus.
1919, 1920 und 1922 wurde er nationaler Vizemeister.